# سردار همایون
سردار همایون قاسم خان والی (زاده ۱۲۵۳ – ۲۳ مرداد ۱۳۱۲) اولین شهردار شهر تبریز بود. او همچنین از فرماندهان بریگاد قزاق بود.

## زندگی‌نامه
قاسم‌خان پسر علی‌خان والی بود. او از مدرسه نظامی سن سیر فرانسه فارغ‌التحصیل شد. ابتدا آجودان محمد علی میرزا بود و بعدها اولین شهردار تبریز شد.
وی در سال ۱۲۸۱ امتیاز اولین کارخانه برق ایران را برای احداث در تبریز بدست آورد و در دورانی که وی ریاست بلدیه (شهرداری) تبریز را بر عهده داشت، اولین مرکز تلفن ایران، در تبریز دایر شد. وی معاون فرمانده قشون آذربایجان، سازمان‌دهنده نخستین گارد مخصوص سلطنتی، رئیس قشون آذربایجان، رئیس شهربانی مرکز، حاکم تهران، رئیس بریگاد قزاق نیز بوده‌است.
او در دوران قاجاریه صاحب منصب ارتش و در چند ماه پایانی پیش از کودتای سوم اسفند ۱۲۹۹ و پس از اخراج افسران روس و استاروسلسکی، به مقام فرماندهی بریگاد قزاق رسید. بعد از کودتا و در ارتش رضاخان به مقام سرلشکری (امیر تومانی) نایل شد. در سال ۱۳۱۲ در ارومیه درگذشت و در صحن امام‌زاده ابراهیم در چهار فرسنگی آن شهر به خاک سپرده شد.

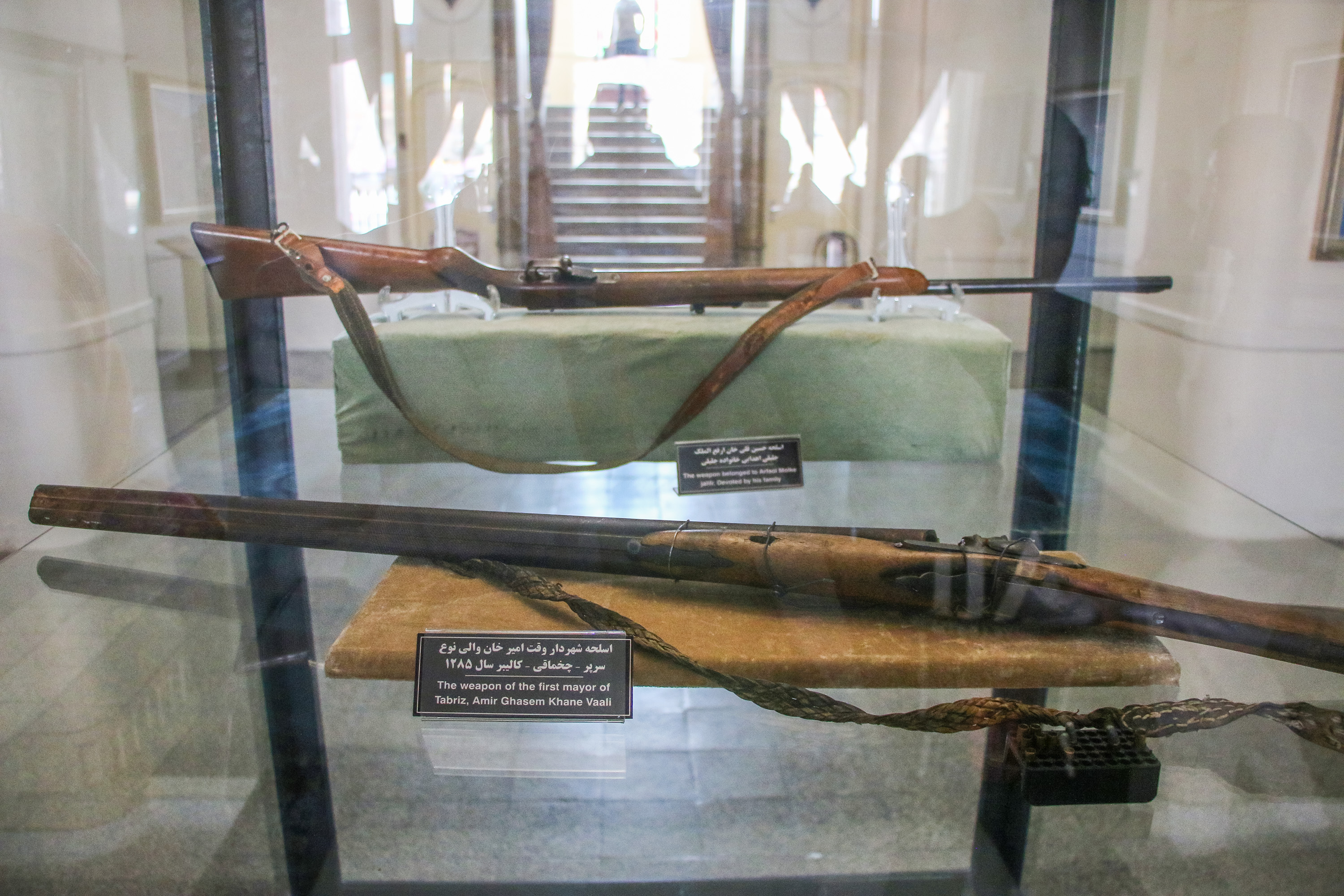
اسلحه امیر خان والی تبریز در موزه شهرداری تبریز

همسر سردار همایون زرین کلاه عدل ملقب به مشرف‌السلطنه دختر سید حسن عدل‌الملک بود. دومین دختر آنان، مریم والی با عبدالله ممتاز پسر ممتازالسلطنه ازدواج کرد و دختر دیگر، هما والی، همسر احمدحسین عدل شد.